# 无线应用协议
无线应用协议（英語：Wireless Application Protocol，縮寫WAP）是一个使移动用户使用无线设备（例如移动电话）随时使用互联网的信息和服务的开放的规范。WAP于1999年推出，并在21世纪取得了一定的知名度。WAP的主要意图是使得袖珍的、手提的无线终端设备能够获得类似网页浏览器的功能，因此其功能上有限。WAP1.X规定无线设备访问的页面是用WML（一种XML方言）语言编写的，但是WAP2.0将XHTML-MP作为主要内容格式。不过，在2010年代后，其逐渐被更加现代的标准所取代。几乎所有的现代手机浏览器都可以完全支持HTML，因此它们不再需要使用WAP标志来标记网页，同时其中的多数也不再能够正确渲染使用WML编写的网页。

## 手机浏览器
- Opera Mini：支持WAP及万维网浏览的免费浏览器，全球市场占有率较大。
- Opera Mobile：Opera另一款免费的手机浏览器。
- UC浏览器：在中国大陆有较大使用率。
- Fennec：即Firefox for Android，曾经用名为Minimo。
- Skyfire：自带代理服务器远程解析。